# Messy
Pour les articles ayant des titres homophones, voir Messi et Messie.
Messy est une commune française située dans le département de Seine-et-Marne en région Île-de-France.

## Géographie

### Localisation
Le village se situe dans la petite région naturelle de la Goële, à une trentaine de kilomètres au nord-est de Paris.

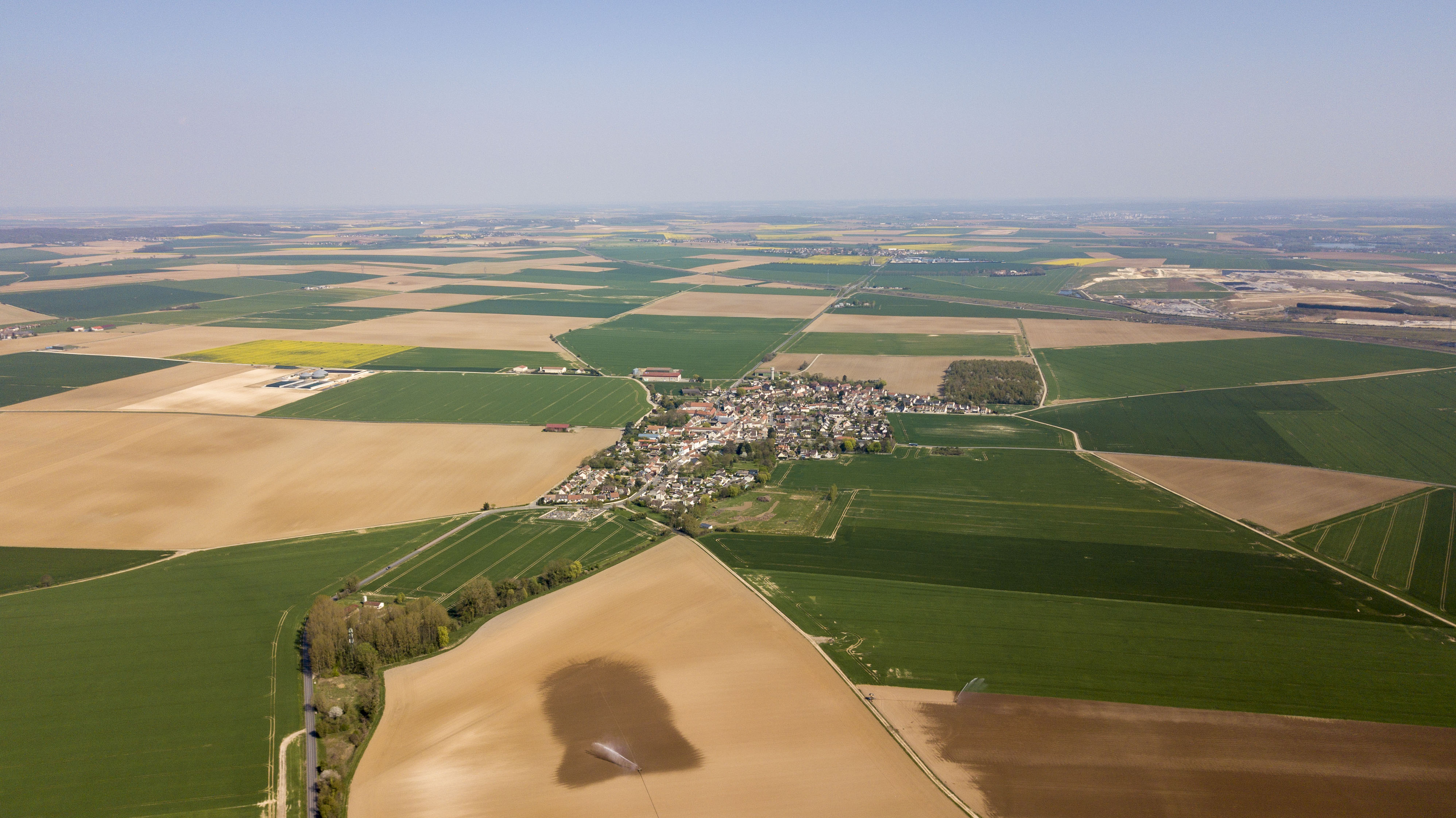
Vue aérienne de Messy.

La commune est un terroir rural, majoritairement consacré à la grande culture céréalière.

### Communes limitrophes
| Compans | Saint-Mesmes  |        |
| Gressy  | Messy         | Charny |
|         | Claye-Souilly |        |

### Géologie et relief
La commune est classée en zone de sismicité 1, correspondant à une sismicité très faible.
L'altitude varie de 49 mètres à 98 mètres pour le point le plus haut , le centre du bourg se situant à environ 75 mètres d'altitude (mairie).

### Hydrographie
Le réseau hydrographique de la commune se compose de six cours d'eau : 
- la rivière Beuvronne, longue de 23,90 km[3], affluent en rive droite de la Marne, qui marque la limite ouest de la commune, ainsi que :
  - un bras de la Beuvronne de 1,04 km[4] ;
  - un bras de la Beuvronne de 0,33 km[5] ;
  - un bras de la Beuvronne de 0,52 km[6] ;
  - le ru du gué, long de 1,60 km[7], affluent de la Beuvronne.
- le Canal de l'Ourcq ;

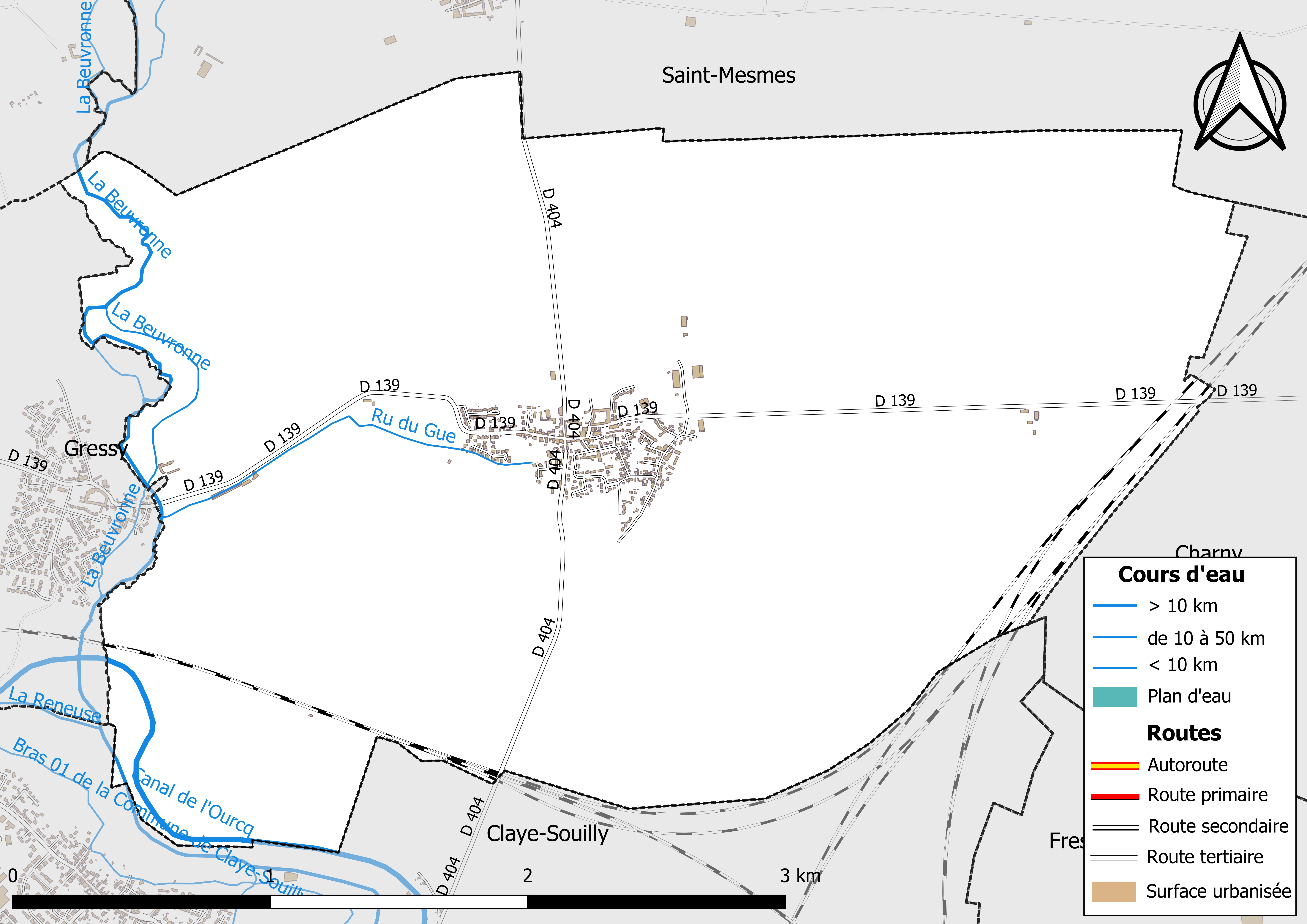
Carte des réseaux hydrographique et routier de Messy.

La longueur totale des cours d'eau sur la commune est de 5,64 km.

### Climat
Pour des articles plus généraux, voir Climat de l'Île-de-France et Climat de Seine-et-Marne.
En 2010, le climat de la commune est de type climat océanique dégradé des plaines du Centre et du Nord, selon une étude du CNRS s'appuyant sur une série de données couvrant la période 1971-2000. En 2020, Météo-France publie une typologie des climats de la France métropolitaine dans laquelle la commune est exposée à un climat océanique altéré et est dans une zone de transition entre les régions climatiques « Sud-ouest du bassin Parisien » et « Nord-est du bassin Parisien ».
Pour la période 1971-2000, la température annuelle moyenne est de 11,2 °C, avec une amplitude thermique annuelle de 15,2 °C. Le cumul annuel moyen de précipitations est de 705 mm, avec 10,9 jours de précipitations en janvier et 8 jours en juillet. Pour la période 1991-2020, la température moyenne annuelle observée sur la station météorologique la plus proche, située sur la commune de Torcy à 13 km à vol d'oiseau, est de 12,1 °C et le cumul annuel moyen de précipitations est de 716,4 mm,. Pour l'avenir, les paramètres climatiques de la commune estimés pour 2050 selon différents scénarios d'émission de gaz à effet de serre sont consultables sur un site dédié publié par Météo-France en novembre 2022.

### Milieux naturels et biodiversité
Aucun espace naturel présentant un intérêt patrimonial n'est recensé sur la commune dans l'inventaire national du patrimoine naturel,,.

## Urbanisme

### Typologie
Au 1er janvier 2024, Messy est catégorisée bourg rural, selon la nouvelle grille communale de densité à sept niveaux définie par l'Insee en 2022.
Elle est située hors unité urbaine. Par ailleurs la commune fait partie de l'aire d'attraction de Paris, dont elle est une commune de la couronne,. Cette aire regroupe 1 929 communes,.

### Occupation des sols
L'occupation des sols de la commune, telle qu'elle ressort de la base de données européenne d’occupation biophysique des sols Corine Land Cover (CLC), est marquée par l'importance des territoires agricoles (90,8 % en 2018), une proportion sensiblement équivalente à celle de 1990 (91,1 %). La répartition détaillée en 2018 est la suivante : 
terres arables (90,8% ), forêts (5,2% ), zones urbanisées (3,7% ), zones industrielles ou commerciales et réseaux de communication (0,3 %).
Parallèlement, L'Institut Paris Région, agence d'urbanisme de la région Île-de-France, a mis en place un inventaire numérique de l'occupation du sol de l'Île-de-France, dénommé le MOS (Mode d'occupation du sol), actualisé régulièrement depuis sa première édition en 1982. Réalisé à partir de photos aériennes, le Mos distingue les espaces naturels, agricoles et forestiers mais aussi les espaces urbains (habitat, infrastructures, équipements, activités économiques, etc.) selon une classification pouvant aller jusqu'à 81 postes, différente de celle de Corine Land Cover,,. L'Institut met également à disposition des outils permettant de visualiser par photo aérienne l'évolution de l'occupation des sols de la commune entre 1949 et 2018.

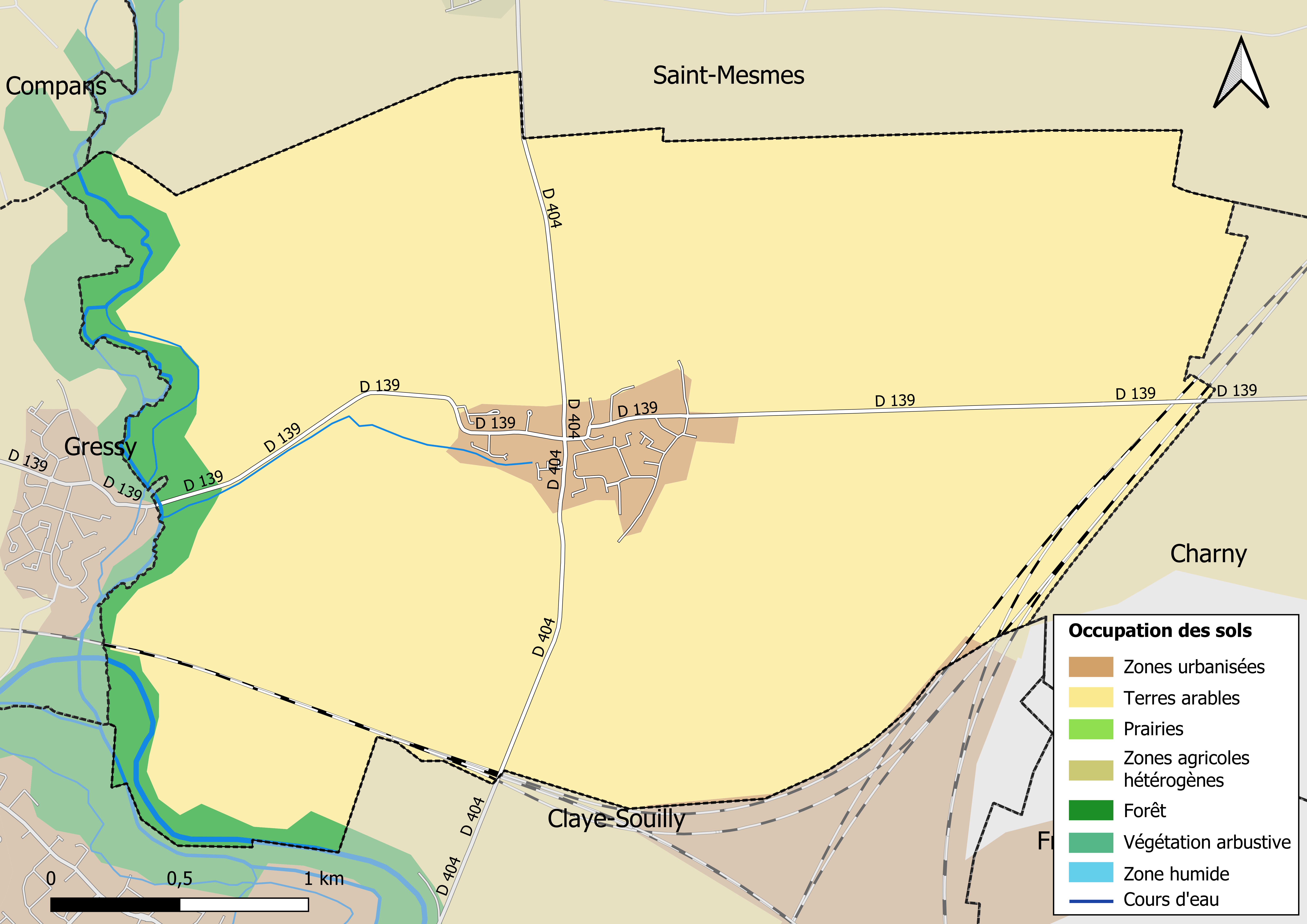
Carte des infrastructures et de l'occupation des sols en 2018 (CLC) de la commune.
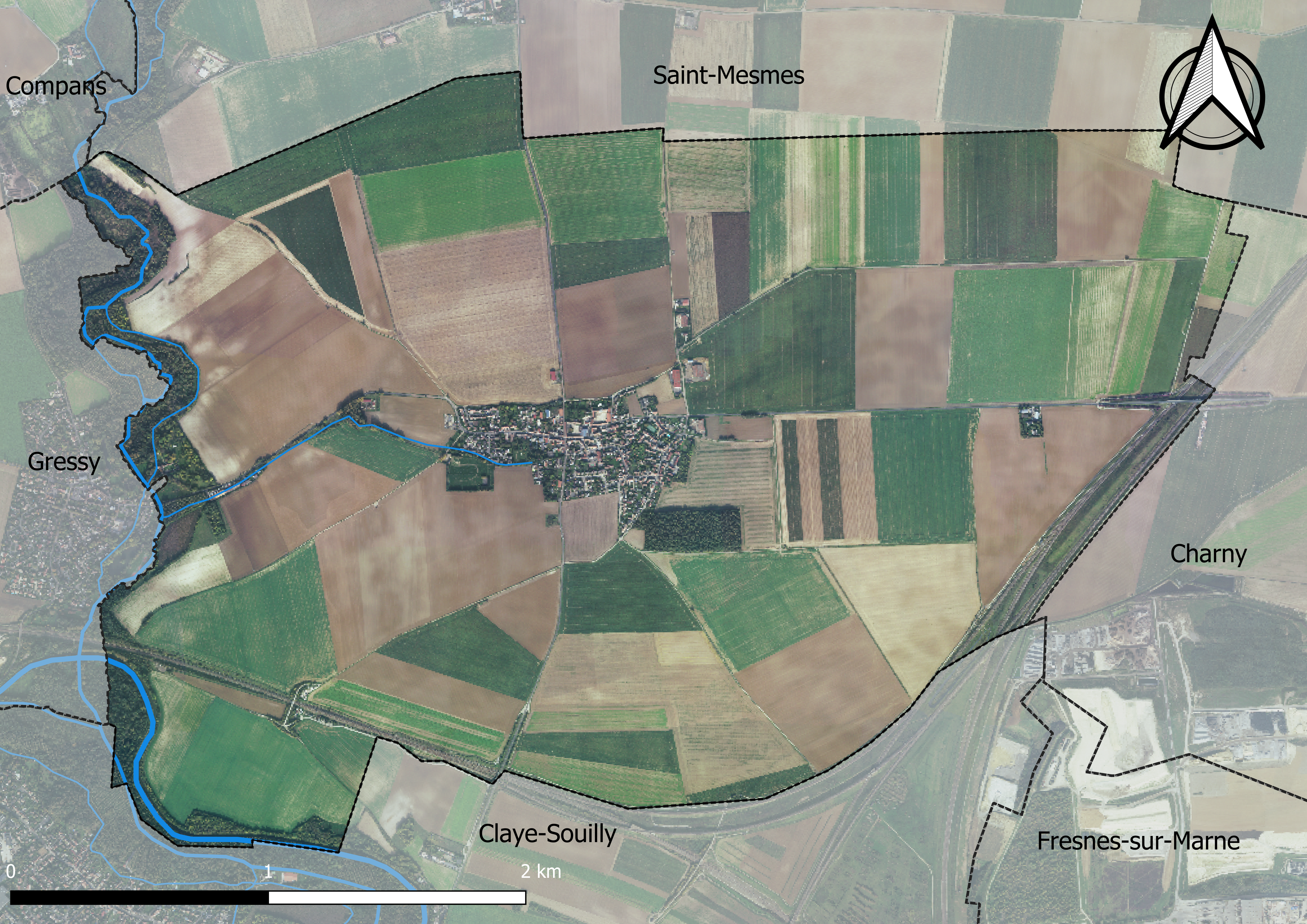
Carte orhophotogrammétrique de la commune.

### Planification
La loi SRU du 13 décembre 2000 a incité les communes à se regrouper au sein d’un établissement public, pour déterminer les partis d’aménagement de l’espace au sein d’un SCoT, un document d’orientation stratégique des politiques publiques à une grande échelle et à un horizon de 20 ans et s'imposant aux documents d'urbanisme locaux, les PLU (Plan local d'urbanisme). La commune est dans le territoire du SCOT Roissy Pays de France, approuvé le 19 décembre 2019 et porté par la communauté d’agglomération Roissy Pays de France.
La commune disposait en 2019 d'un plan local d'urbanisme en révision. Le zonage réglementaire et le règlement associé peuvent être consultés sur le Géoportail de l'urbanisme.

### Lieux-dits et écarts
La commune compte 49 lieux-dits administratifs répertoriés consultables ici.

### Logement
En 2014, le nombre total de logements dans la commune était de 467 (dont 76,5 % de maisons et 23,5 % d'appartements).
Parmi ces logements, 90,4 % étaient des résidences principales, 1,5 % des résidences secondaires et 8,1 % des logements vacants.
La part des ménages propriétaires de leur résidence principale s’élevait à 68,3 % contre 30,7 % de locataires.
La part de logements HLM loués vides (logements sociaux) était de 0,2 %.

### Voies de communication et transports

#### Transports
La commune est desservie par la ligne d’autobus No 19 (Claye-Souilly – Charny) du réseau de bus Roissy Est.
Elle est traversée au sud par la ligne à grande vitesse Interconnexion Est, où se situe son raccordement à la LGV Est européenne.

## Toponymie
Le nom de la localité est mentionné sous les formes « In villa que dicitur Masciacus in pago Meldico » en 775 ; « Villa in loco nuncupante Masciago que ponitur in pago Meldico » en 820 ; Masciacum en 832 ; Messiacum en 1231 ; Messiz en 1260 ; Missessiacum en 1261 ; Maissy emprès Sainct Denys en France en 1265 ; Messi en 1274 ; Maissy en 1353 ; Messy en France en 1546 ; Messy lez Cloye en 1549 ; Messy en France près Claye en 1579 ; Messie en 1778.
Du latin messis, récolte des produits de la terre. Messia était, chez les Romains, la déesse des moissons.

## Histoire
Messy existe, vraisemblablement depuis le VIIIe siècle. Le village est mentionné à cette époque sous le nom de "Masciacus". Messy fait partie du diocèse de Meaux, son église est rattachée à la collation de l'évêque de Meaux.

## Politique et administration

### Tendances politiques et résultats

#### Élections nationales
- Élection présidentielle de 2017[43]: 41,14 % pour Emmanuel Macron (REM), 25,43 % pour Marine Le Pen (FN), 77,71 % de participation.

### Liste des maires
| Période                                  | Période        | Identité            | Étiquette | Qualité |
| ---------------------------------------- | -------------- | ------------------- | --------- | ------- |
| Les données manquantes sont à compléter. |                |                     |           |         |
| mars 1983                                | 1995           | Michel Cheverry     |           |         |
| mars 1995                                | 2001           | Olivier Proffit     |           |         |
| 2001                                     | 2008           | Annie-Claude Pujol  |           |         |
| 2008                                     | septembre 2012 | Danièle Bouquin     |           |         |
| septembre 2012                           | mars 2014      | Christian Ostrowski |           |         |
| mars 2014                                | novembre 2023  | Jean-Lou Szyszka    |           |         |
| novembre 2023                            | 2026           | Carlos Neto         |           |         |
| Les données manquantes sont à compléter. |                |                     |           |         |

## Équipements et services

### Eau et assainissement
L’organisation de la distribution de l’eau potable, de la collecte et du traitement des eaux usées et pluviales relève des communes. La loi NOTRe de 2015 a accru le rôle des EPCI à fiscalité propre en leur transférant cette compétence. Ce transfert devait en principe être effectif au 1er janvier 2020, mais la loi Ferrand-Fesneau du 3 août 2018 a introduit la possibilité d’un report de ce transfert au 1er janvier 2026,.

#### Assainissement des eaux usées
En 2020, la gestion du service d'assainissement collectif de la commune de Messy est assurée par la communauté de communes Plaines et monts de France (CCPMF) pour la collecte, le transport et la dépollution. Ce service est géré en délégation par une entreprise privée, dont le contrat arrive à échéance le 31 décembre 2023,,.
L’assainissement non collectif (ANC) désigne les installations individuelles de traitement des eaux domestiques qui ne sont pas desservies par un réseau public de collecte des eaux usées et qui doivent en conséquence traiter elles-mêmes leurs eaux usées avant de les rejeter dans le milieu naturel. La communauté de communes Plaines et monts de France (CCPMF) assure pour le compte de la commune le service public d'assainissement non collectif (SPANC), qui a pour mission de vérifier la bonne exécution des travaux de réalisation et de réhabilitation, ainsi que le bon fonctionnement et l’entretien des installations. Cette prestation est déléguée à une entreprise privée , dont le contrat arrive à échéance le 31 décembre 2025,.

#### Eau potable
En 2020, l'alimentation en eau potable est assurée par le SMAEP de Thérouanne, Marne et Morin (TMM) qui en a délégué la gestion à la SAUR, dont le contrat expire le 31 mars 2023,,.
Les nappes de Beauce et du Champigny sont classées en zone de répartition des eaux (ZRE), signifiant un déséquilibre entre les besoins en eau et la ressource disponible. Le changement climatique est susceptible d’aggraver ce déséquilibre. Ainsi afin de renforcer la garantie d’une distribution d’une eau de qualité en permanence sur le territoire du département, le troisième Plan départemental de l’eau signé, le 3 octobre 2017, contient un plan d’actions afin d’assurer avec priorisation la sécurisation de l’alimentation en eau potable des Seine-et-Marnais. A cette fin a été préparé et publié en décembre 2020 un schéma départemental d’alimentation en eau potable de secours dans lequel huit secteurs prioritaires sont définis. La commune fait partie du secteur Meaux.

## Population et société

### Démographie
Ses habitants sont appelés les Messien(ne)s.
L'évolution du nombre d'habitants est connue à travers les recensements de la population effectués dans la commune depuis 1793. Pour les communes de moins de 10 000 habitants, une enquête de recensement portant sur toute la population est réalisée tous les cinq ans, les populations de référence des années intermédiaires étant quant à elles estimées par interpolation ou extrapolation. Pour la commune, le premier recensement exhaustif entrant dans le cadre du nouveau dispositif a été réalisé en 2008.

En 2022, la commune comptait 1 204 habitants, en évolution de +4,79 % par rapport à 2016 (Seine-et-Marne : +3,92 %, France hors Mayotte : +2,11 %).
| 1793 | 1800 | 1806 | 1821 | 1831 | 1836 | 1841 | 1846 | 1851 |
| ---- | ---- | ---- | ---- | ---- | ---- | ---- | ---- | ---- |
| 626  | 597  | 592  | 571  | 540  | 518  | 476  | 516  | 512  |

| 1856 | 1861 | 1866 | 1872 | 1876 | 1881 | 1886 | 1891 | 1896 |
| ---- | ---- | ---- | ---- | ---- | ---- | ---- | ---- | ---- |
| 500  | 471  | 468  | 423  | 465  | 458  | 477  | 494  | 476  |

| 1901 | 1906 | 1911 | 1921 | 1926 | 1931 | 1936 | 1946 | 1954 |
| ---- | ---- | ---- | ---- | ---- | ---- | ---- | ---- | ---- |
| 479  | 481  | 515  | 494  | 525  | 511  | 530  | 502  | 515  |

| 1962 | 1968 | 1975 | 1982 | 1990 | 1999 | 2006  | 2008  | 2013  |
| ---- | ---- | ---- | ---- | ---- | ---- | ----- | ----- | ----- |
| 513  | 475  | 608  | 720  | 787  | 896  | 1 058 | 1 104 | 1 113 |

| 2018  | 2022  | - | - | - | - | - | - | - |
| ----- | ----- | - | - | - | - | - | - | - |
| 1 174 | 1 204 | - | - | - | - | - | - | - |

### Manifestations culturelles et festivités
- Fête patronale tous les ans : Saint-Pierre, le dimanche précédant le 29 juin.

### Enseignement
Messy dispose d’une école primaire publique (Jéhan de Brie), située Place de la Mairie.
Cet établissement public, inscrit sous le code UAI (Unité administrative immatriculée ) 0771432N, comprend 132 élèves  (chiffre du Ministère de l'Éducation nationale). Il ne dispose pas d’un restaurant scolaire.
La commune dépend de l'Académie de Créteil ; pour le calendrier des vacances scolaires, Messy est en zone C.

## Économie

### Revenus de la population et fiscalité
En 2017, le nombre de ménages fiscaux de la commune était de 417, représentant 1 139 personnes et la  médiane du revenu disponible par unité de consommation  de 26 700 euros.

### Emploi
En 2017 , le nombre total d’emplois dans la zone était de 97, occupant 603 actifs  résidants.
Le taux d'activité de la population (actifs ayant un emploi) âgée de 15 à 64 ans s'élevait à  76,9 % contre un taux de chômage de 4,6 %.
Les 18,5 % d’inactifs se répartissent de la façon suivante : 10,5 % d’étudiants et stagiaires non rémunérés, 4,2 % de retraités ou préretraités et 3,8 % pour les autres inactifs.

### Entreprises et commerces
En 2015, le nombre d'établissements actifs était de 53 dont 3 dans l'agriculture-sylviculture-pêche, 3 dans l’industrie, 4 dans la construction, 41 dans le commerce-transports-services divers et 2  étaient relatifs au secteur administratif.
Ces établissements ont pourvu 70 postes salariés.
- Le village dispose d'un commerce de proximité, d'un complexe d'hébergement comprenant un service de restauration, d'un restaurant, d'artisans, et d'un garage automobile. Auparavant, un bureau de tabac, ainsi qu'une boulangerie furent ouverts à Messy[Note 5].

### Secteurs d'activité

#### Agriculture

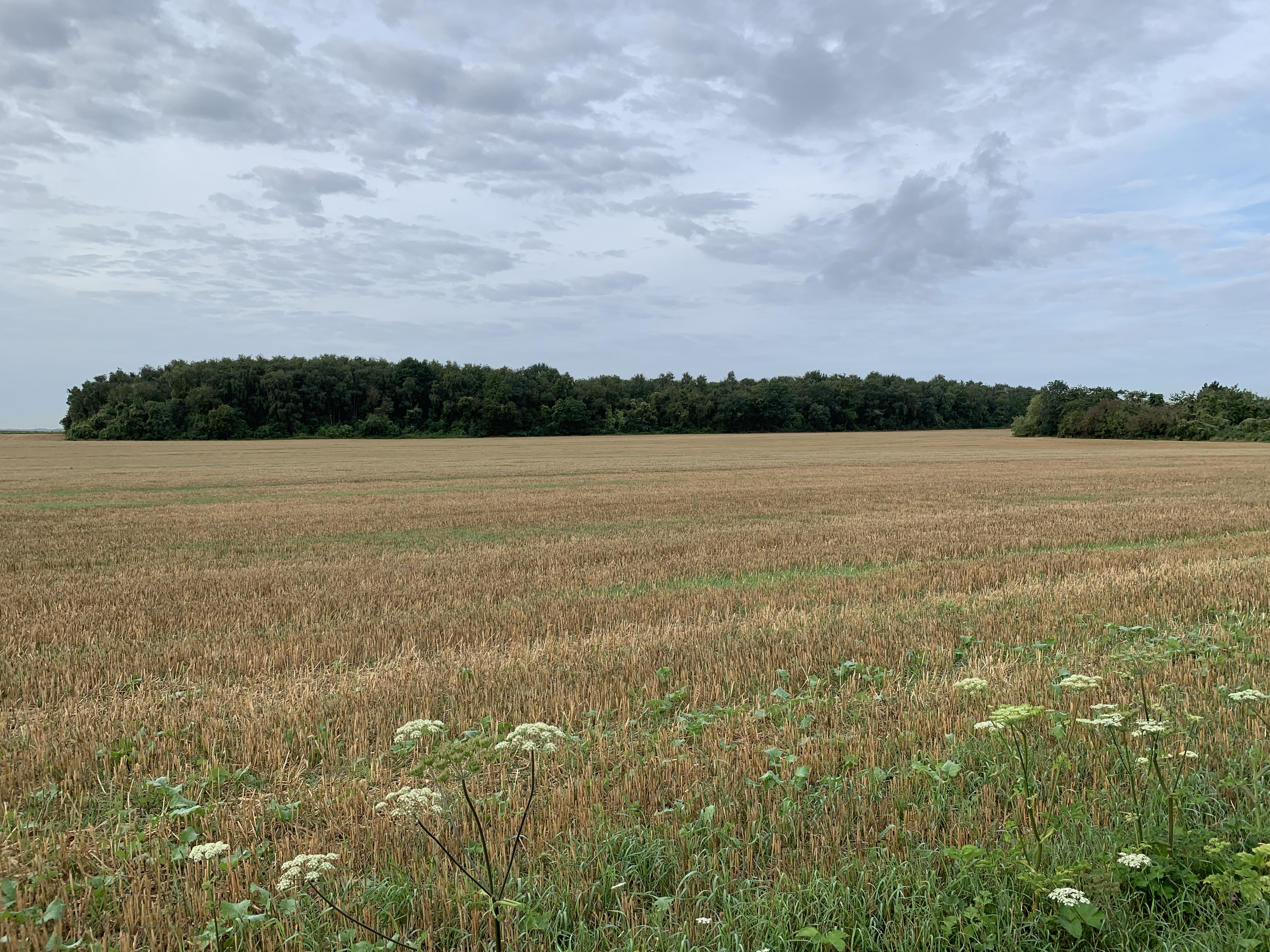
Champ agricole à Messy.

Messy est dans la petite région agricole dénommée la « Goële et Multien », regroupant deux petites régions naturelles, respectivement la Goële et le pays de Meaux (Multien). En 2010, l'orientation technico-économique de l'agriculture sur la commune est diverses cultures (hors céréales et oléoprotéagineux, fleurs et fruits).
Si la productivité agricole de la Seine-et-Marne se situe dans le peloton de tête des départements français, le département enregistre un double phénomène de disparition des terres cultivables (près de 2 000 ha par an dans les années 1980, moins dans les années 2000) et de réduction d'environ 30 % du nombre d'agriculteurs dans les années 2010. Cette tendance se retrouve au niveau de la commune où le nombre d’exploitations est passé de 7 en 1988 à 3 en 2010. Parallèlement, la taille de ces exploitations augmente, passant de 138 ha en 1988 à 223 ha en 2010.
Le tableau ci-dessous présente les principales caractéristiques des exploitations agricoles de Messy, observées sur une période de 22 ans : 
|                                      | 1988 | 2000 | 2010 |
| ------------------------------------ | ---- | ---- | ---- |
| Dimension économique,                |      |      |      |
| Nombre d’exploitations (u)           | 7    | 5    | 3    |
| Travail (UTA)                        | 22   | 10   | 6    |
| Surface agricole utilisée (ha)       | 967  | 943  | 668  |
| Cultures                             |      |      |      |
| Terres labourables (ha)              | 936  | 943  | 668  |
| Céréales (ha)                        | 515  | 504  | s    |
| dont blé tendre (ha)                 | 427  | 446  | 273  |
| dont maïs-grain et maïs-semence (ha) | 74   | 12   | s    |
| Tournesol (ha)                       | s    |      |      |
| Colza et navette (ha)                | 61   | 35   | 77   |
| Élevage                              |      |      |      |
| Cheptel (UGBTA)                      | 0    | 0    | 0    |

## Culture locale et patrimoine

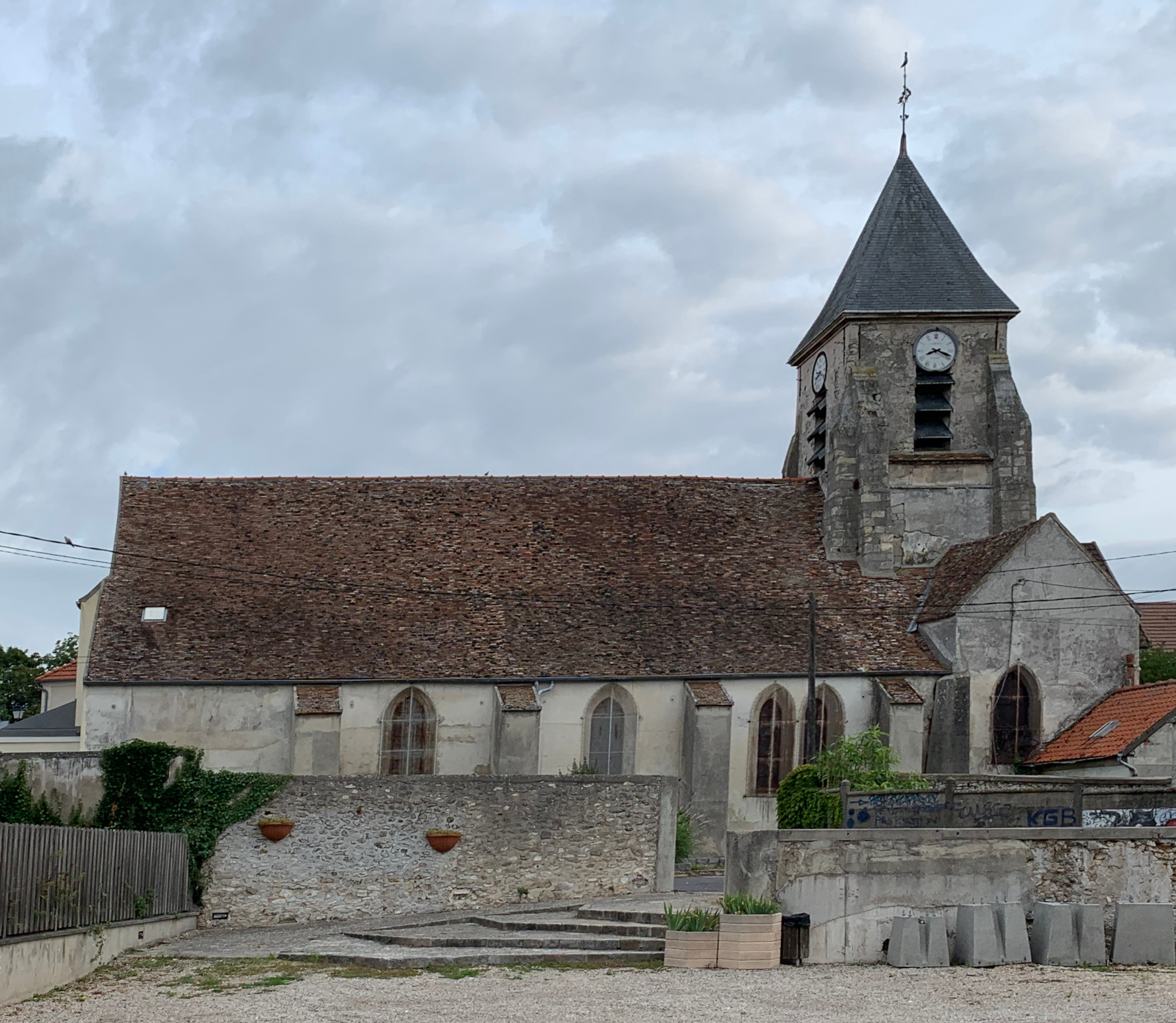
Église Saint-Pierre-et-Saint-Paul.

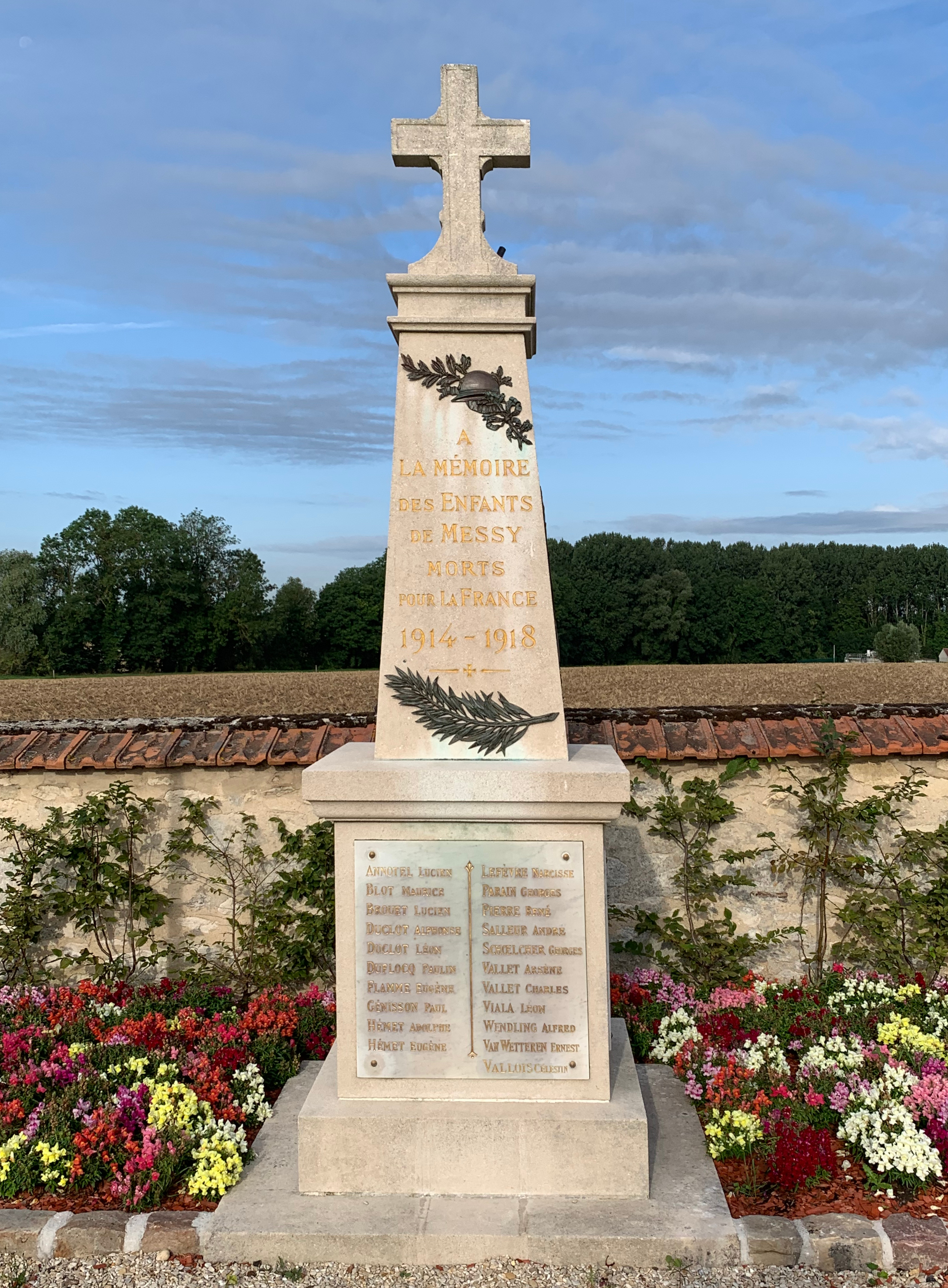
Monument aux morts de Messy, situé dans le cimetière.

### Lieux et monuments
- Église romane Saint-Pierre-et-Saint-Paul avec un chœur du XIIe siècle, actuellement fermée. Campagne de levée de fonds lancée en 2005 pour financer la restauration de l'église.
- Château de la Dimeresse (XIXe siècle).
- Moulin de Moulignon (XVIIIe siècle).

### Personnalités liées à la commune
- Charlemagne Béjot (1755-1830), homme politique français, a été maire de Messy et est né dans la commune.
- Jean de Brie, agronome français du XIVe siècle, a eu une activité agricole à Messy.
- Léa Francois, actrice, a grandi à Messy[66].